# Hutlassa Tamás
Hutlassa Tamás (1962 –) magyar producer, gyártásvezető, egyetemi tanár.

## Életpályája
A Berzsenyi Dániel Gimnáziumban érettségizett. Középiskola után, 1980-ban a Magyar Televíziónál kezdett dolgozni felvételvezetőként, majd gyártásvezetőként. Olyanoktól tanult itt, mint Makk Károly, Esztergályos Károly vagy Zsurzs Éva. 1990-1993 között a Színház- és Filmművészeti Főiskola gyártásszervező szakos hallgatója volt. Diplomaszerzése után a Hunnia Filmstúdió főgyártásvezetője lett. Hamarosan saját produkciós céget alapított, amelynek az első nagy sikere az 1997-ben bemutatott "A miniszter félrelép" című film volt. Később reklámfilmek gyártásával is foglalkozott. 2003-tól a Színház- és Filmművészeti Egyetem oktatója, később osztályvezető tanára.

## Produceri és gyártásvezetői munkái
- Privát kopó (1993) - gyártásvezető
- Sztracsatella (1996) - gyártásvezető
- A miniszter félrelép (1997)
- Kontroll (2003)
- Terápia (2012)
- Dumapárbaj (2015)
- Hurok (2016)
- Kincsem (2017)
- A Viszkis (2017)